# Florín arubeño
El florín es la moneda oficial de Aruba. Se divide en 100 céntimos. Fue introducido en 1986, reemplazando a paridad el Florín antillano neerlandés.
Las monedas tienen denominaciones de 5, 10, 25 y 50 centavos, 1, 2½ y 5 florines. La moneda cuadrada de 50 centavos "yotin" es la moneda más conocida de Aruba. Y los billetes tienen denominaciones de 10, 25, 50, 100, 250 y 500 florines.
La moneda tiene una tasa de cambio con el dólar estadounidense de 1 US$ = 1.79 florines desde 1986.